# 卡萨帕瓦
卡萨帕瓦是巴西圣保罗州的一个市镇。总面积369.907平方公里，总人口83574人，人口密度225.9人/平方公里。